# Riefenstahl-Film
Die Riefenstahl Film G.m.b.H. war ein von Leni Riefenstahl im Jahr 1940 gegründetes Unternehmen mit Sitz in Berlin, das initial als Produktionsfirma für deren Filmprojekt Tiefland gedacht war. Später kooperierte dieses Unternehmen mit dem von Hans Cürlis geleiteten Kulturfilm-Institut G.m.b.H., um zwei dokumentarische Kulturkurzfilme zu produzieren, für die Riefenstahl ihren früheren Lehrmeister Arnold Fanck anstellte, der dafür mit einem monatlichen Fixum bezahlt wurde. Während Riefenstahls Filmwerk Tiefland von 1940 bis 1944 für die Berliner Tobis Filmkunst G.m.b.H. entstand, wurde der Dokumentarkurzfilm zu Josef Thorak – Werkstatt und Werk im Jahr 1943 gedreht. Der Dokumentarkurzfilm Arno Breker – Harte Zeit, starke Kunst entstand im Jahr 1944.
Für den Film Tiefland forderte die Riefenstahl Film G.m.b.H. aus dem NS-Zwangslager Maxglan bei Salzburg und dem NS-Zwangslager Marzahn internierte Sinti und Roma an, um spanisch wirkende Akteure zu mimen. Leni Riefenstahl suchte die Statisten vor Ort in Marzahn selbst aus. Die Sinti und Roma wurden als Statisten und Komparsen im Film eingesetzt, erhielten dafür jedoch keine Entlohnung. Die Riefenstahl Film G.m.b.H. hatte jedoch für die Nutzung der „Zigeuner“ eine vertraglich geregelte Sonderausgleichsabgabe an die SS zu zahlen. Später wurden diese Statisten großteils in das NS-Zigeunerlager Auschwitz deportiert und dort ermordet. Leni Riefenstahl leugnete, davon gewusst zu haben und führte deshalb mehrere Prozesse. Erst nach dem ersten Prozess schnitt Riefenstahl 1954 die im Kino gezeigte Fassung des Films Tiefland, wobei sie viele Szenen mit Sinti und Roma entfernte, um weitere Vorwürfe zu vermeiden. Auf den am Set gefertigten Standfotos waren jedoch viele gut zu erkennen. Ein geringer Teil der Statisten war nach den Dreharbeiten ins Zigeuner-Anhaltelager Lackenbach im Burgenland deportiert worden, von denen wenige überlebt hatten und Riefenstahls Behauptungen im Prozess von 1982 weitgehend widerlegen konnten. Der Prozess basierte auf einer Klage Riefenstahls gegen den von Nina Gladitz gedrehten Dokumentarfilm Zeit des Schweigens und der Dunkelheit, der vom WDR gesendet wurde. Nach vierjähriger Verfahrensdauer wurde Riefenstahls Klage 1987 bis auf einen Punkt abgewiesen. 2002 kam es in der Sache zu einem Ermittlungsverfahren gegen Riefenstahl.

## Filmografie
- 1940/54: Tiefland
- 1943: Josef Thorak – Werkstatt und Werk
- 1944: Arno Breker – Harte Zeit, starke Kunst